# Samsung Galaxy Z Fold 2
Samsung Galaxy Z Fold 2 — смартфон компанії Samsung Electronics зі складним екраном. Поєднує в собі функції смартфона, планшета та міні ноутбука.
Апарат було презентовано 18 вересня 2020 року. Продажі в Україні розпочалися 25 вересня, а передзамовлення можна було оформити з 10 вересня 2020 року.
Стартова ціна апарату в Україні — 59 999 грн.

## Зовнішній вигляд
Корпус Samsung Galaxy Z Fold 2 металевий із пластиковою рамкою та скляною поверхнею Corning Gorilla Glass 7.
Апарат не має захисту від вологи й пилу. Конструкція телефону вимагає виконання певних заходів поводження з ним (не натискати на зону фронтальної камери, не допускати сторонніх предметів на внутрішньому екрані, не розташовувати поруч з предметами, що є чутливими до дії магнітів).
При розкладанні екран телефона може бути зафіксований під будь-яким кутом тому його можна використовувати як смартфон, планшет, міні ноутбук, штатив при фільмуванні.
Galaxy Z Fold 2 представлений у двох кольорах: бронзовий (Mystic Bronze) та чорний (Mystic Black).

## Галерея

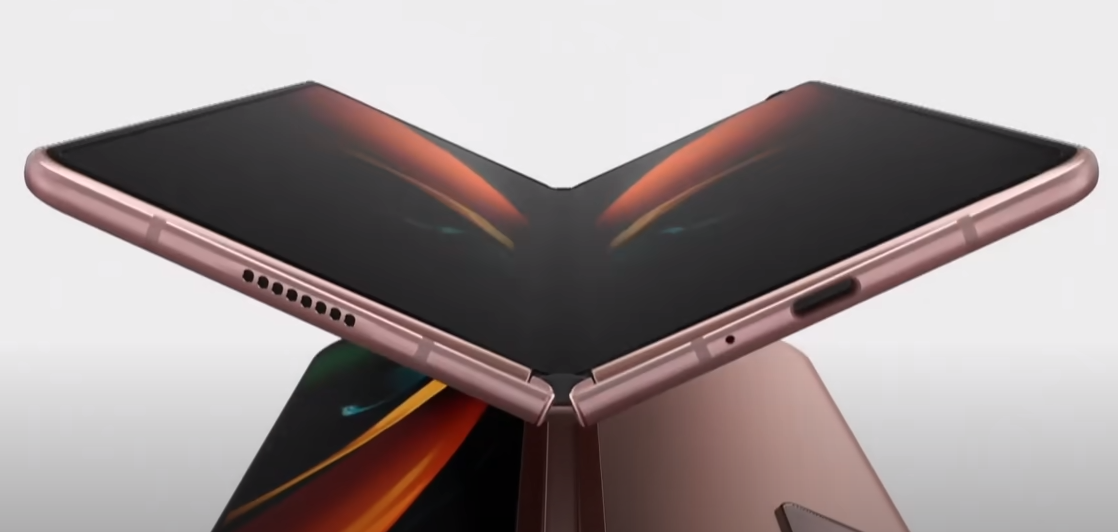
Розкладання Galaxy Z Fold 2
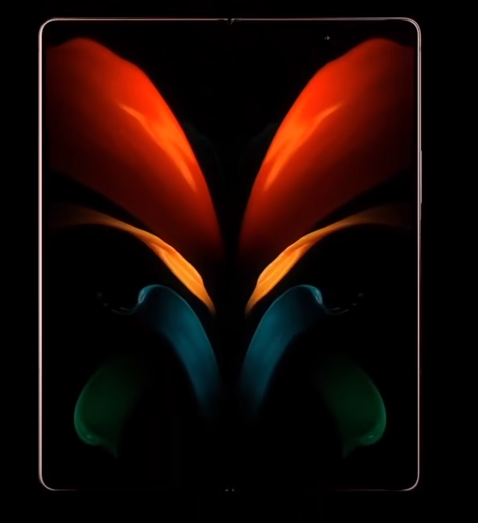
Внутрішній екран розкладеного Galaxy Z Fold 2
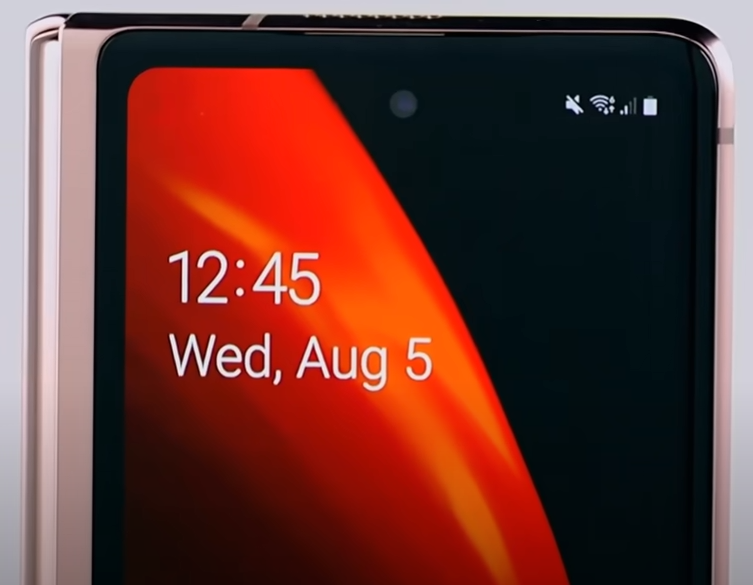
Зовнішній екран складеного Galaxy Z Fold 2
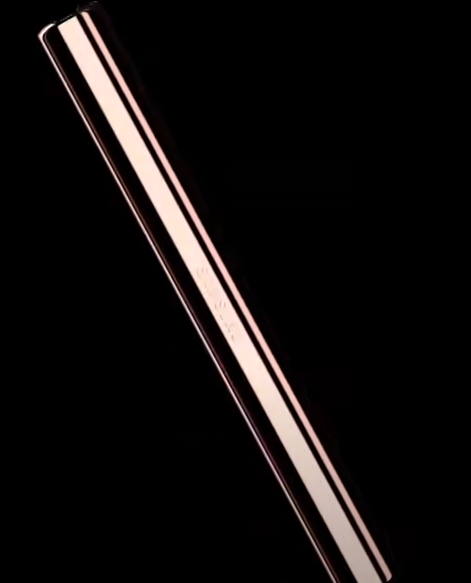
Товщина складеного Galaxy Z Fold 2
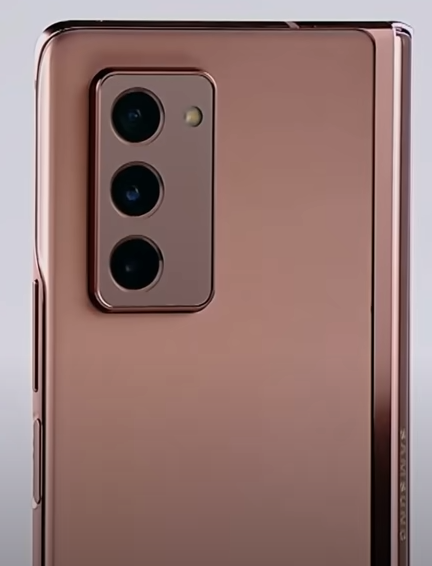
Задня панель складеного Galaxy Z Fold 2

## Технічні характеристики

### Процесор
Galaxy Z Fold 2 має восьми ядерний процесор Qualcomm Snapdragon 865 із ядром Kryo 585 (частота 3.09 ГГц, 2.4 ГГц та 1.8 ГГц). Графічне ядро — Adreno 650.

### Акумулятор
Смартфон отримав незнімний акумулятор об'ємом 4500 мАг із підтримкою швидкої зарядки на 25 Вт (із заряджанням на 100 % за 65 хвилин). Galaxy Z Fold 2 підтримує функцію швидкої бездротової зарядки на 15 Вт та зворотної зарядки до 9 Вт.

### Камера
Galaxy Z Fold 2 обладнаний потрійною основною камерою:
- 12 Мп, f/1.8 (ширококутна) з фокусуванням Dual Pixel PDAF
- 12 Мп, f/2.4 (телефото) з 2x оптичним збільшенням та 10х цифровим збільшенням
- 12 Мп, f/2.2 (ультраширококутна) з автофокусом та здатністю запису відео в роздільній здатності 4K@60fps.

Додатково апарат має 2 однакові модулі фронтальної камери (зовнішній та внутрішній) на 10 Мп, f/2.2 (широкий кут), які вбудовані у дисплей. Фронтальні камери можуть записувати відео в роздільній здатності 4K@30fps.

### Дисплей
Galaxy Z Fold 2 отримав два дисплеї: зовнішній Super AMOLED безрамковий дисплей з діагоналлю 6,2 дюйма та внутрішній дисплей з діагоналлю 7,6 дюйма із вмонтованою фронтальною камерою. Внутрішній екран має напилення Corning UTG для імітування скляної поверхні.

### Пам'ять
Смартфон продається в комплектації 12/256 ГБ.

### Програмне забезпечення
Galaxy Z Fold 2 працює на фірмовому інтерфейсі One UI 2.5 на базі Android 10.

### Комплектація
Блок живлення з кабелем для синхронування, ключ для карти, провідна гарнітура, гарантійний талон.
В січні 2021 року в подарунок до телефона можна отримати безпровідні навушники від Samsung.
Ціна на Samsung Galaxy Z Fold 2 в українських магазинах розпочинається з 46 470 грн (станом на січень 2021 року).